# Ken Annakin
Ken Annakin, OBE (10 de agosto de 1914 – 22 de abril de 2009) foi um cineasta inglês.
Sepultado no Westwood Village Memorial Park Cemetery.